# NIRPS

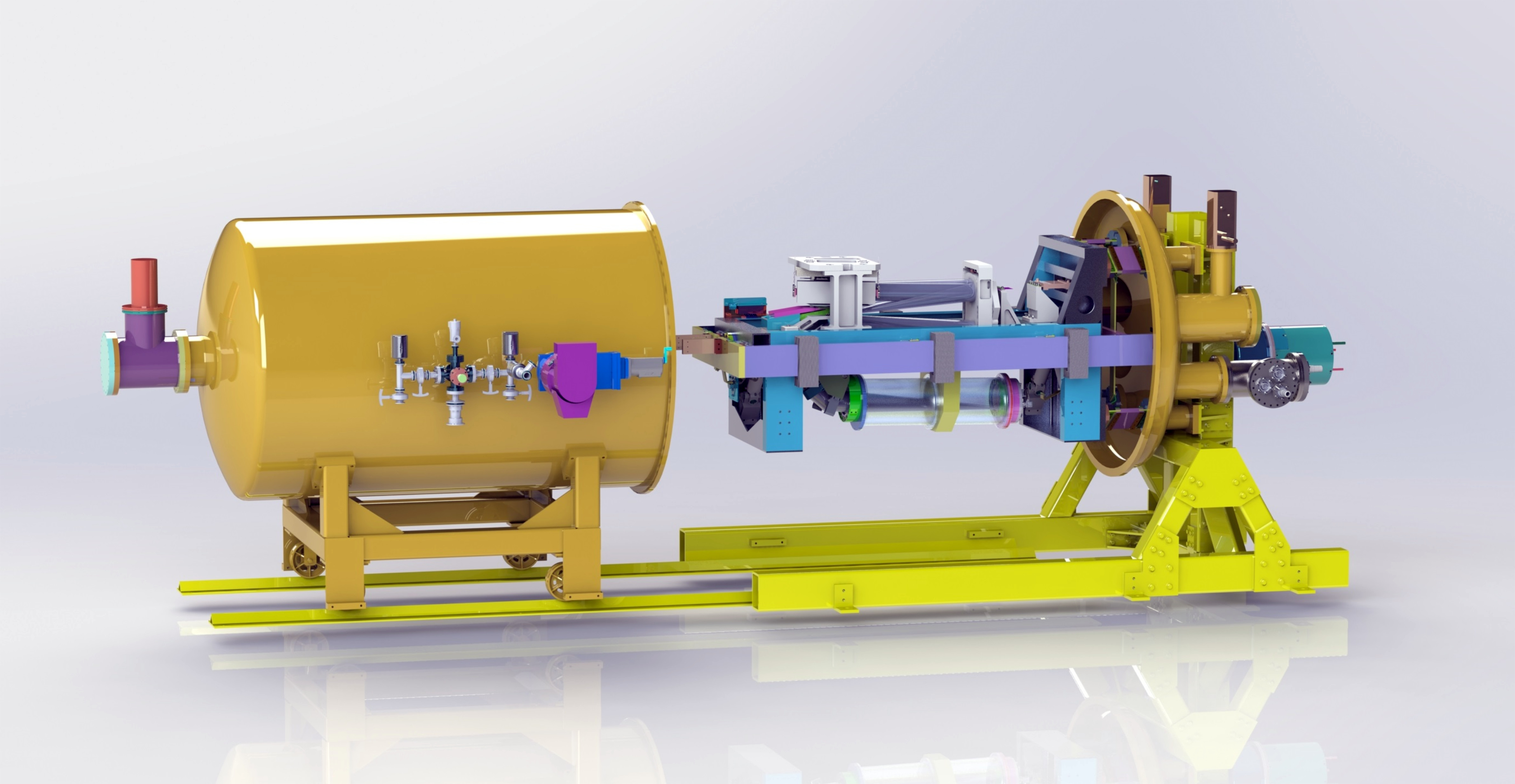
Impressione artistica dello spettrografo NIRPS

NIRPS (Near InfraRed Planet Searcher) è uno spettrografo ultrastabile per l'osservazione delle onde infrarosse (specificatamente in bande Y,J,H, corrispondenti alle frequenze da 1000 a 2000 nm circa, nel vicino infrarosso), progettato per il telescopio da 3,6 metri dell'ESO presso l'osservatorio di La Silla sul colle omonimo, in Cile. Lo strumento è progettato per trovare esopianeti rocciosi orbitanti intorno a stelle di classe M mediante il metodo della velocità radiale. NIRPS, che ha un'accuratezza di circa 1 m/sec, quando operativo opererà congiuntamente allo spettrografo HARPS già installato sul medesimo telescopio: la luce, mediata attraverso un modulo di ottica adattiva atta a compensare le distorsioni atmosferiche viene suddivisa nella sua frequenze ottiche, dirette a HARPS, e nelle sue componenti infrarosse campionate da NIRPS.
La prima luce dello strumento è stata effettuata a giugno 2022.